# Svalängsskogen
Svalängsskogen är ett naturreservat i Flens kommun  i Södermanlands län.
Området är naturskyddat sedan 2011 och är 17 hektar stort. Reservatet gammal blandskog, små fuktiga kärr och rester av en gammal slåtteräng. där området förr använts som betesmark.